# Northern Marianas Open 2025
Die Northern Marianas Open 2025 im Badminton wurden vom 5. bis zum 10. August 2025 in Saipan ausgetragen. Es war die dritte Auflage dieser Turnierserie.

## Sieger und Platzierte
| Veranstaltung | Gold                          | Silber                          | Bronze                       |
| ------------- | ----------------------------- | ------------------------------- | ---------------------------- |
| Herreneinzel  | Yudai Okimoto                 | Kim Hae-deun                    | Jeon Hyeok-jin               |
| Herreneinzel  | Yudai Okimoto                 | Kim Hae-deun                    | Cho Geon-yeop                |
| Dameneinzel   | Sakura Masuki                 | Park Ga-eun                     | Kanae Sakai                  |
| Dameneinzel   | Sakura Masuki                 | Park Ga-eun                     | Kim Min-ji                   |
| Herrendoppel  | Haruki Kawabe Kenta Matsukawa | Kakeru Kumagai Hiroki Nishi     | Naoya Kawashima Akira Koga   |
| Herrendoppel  | Haruki Kawabe Kenta Matsukawa | Kakeru Kumagai Hiroki Nishi     | Park Beom-soo Shin Tae-yang  |
| Damendoppel   | Hinata Suzuki Nao Yamakita    | Ririna Hiramoto Kokona Ishikawa | Tomona Harima Tsukiko Yasaki |
| Damendoppel   | Hinata Suzuki Nao Yamakita    | Ririna Hiramoto Kokona Ishikawa | Yui Komatsu Natsuki Sone     |
| Mixed         | Akira Koga Yuho Imai          | Haruki Kawabe Kokona Ishikawa   | Edward Lau Shaunna Li        |
| Mixed         | Akira Koga Yuho Imai          | Haruki Kawabe Kokona Ishikawa   | Chou Yu-hsiang Liao Yuan-chi |